# تونی ستمبر
آنتونی فرانک «تونی» سِتِمبِر (انگلیسی: Anthony Frank "Tony" Settember؛ زادهٔ ۱۰ ژوئیهٔ ۱۹۲۶ در مانیل، درگذشتهٔ ۴ مهٔ ۲۰۱۴ در رینو، نوادا) رانندهٔ مسابقات اتومبیل‌رانی فرمول یک اهل ایالات متحده آمریکا بود که از فصل ۱۹۶۲ تا ۱۹۶۳ در مجموع در هفت گراند پری شرکت کرد، اما موفق به کسب هیچ امتیازی نشد.
ستمبر در ۴ مهٔ ۲۰۱۴ پس از یک دورهٔ کوتاه ابتلا به بیماری در رینو، نوادا درگذشت.